# Jumelles (Eure)
Jumelles település Franciaországban, Eure megyében. Lakosainak száma 327 fő (2022. január 1.). Jumelles Les Authieux, Chavigny-Bailleul, La Forêt-du-Parc és Grossœuvre községekkel határos.

## Népesség
A település népességének változása:
| Lakosok száma | 106  | 190  | 227  | 292  | 306  | 309  | 321  | 329  | 328  | 327  |
|               | 1968 | 1982 | 1990 | 2006 | 2013 | 2015 | 2017 | 2019 | 2020 | 2022 |